# 青梅市連続障害者暴行・恐喝事件
青梅市連続障害者暴行・恐喝事件（おうめしれんぞくしょうがいしゃぼうこうきょうかつじけん）は、2008年に東京都青梅市で発生した未成年者グループによる知的障害者を標的にした一連の事件。同年8月22日に、所轄の青梅警察署より「被疑者9名中8名を逮捕、残り1名は補導（児童相談所送致）」と発表された。

## 被疑者について
犯行グループは、A（16歳・無職）、B（16歳・とび職）、C・D・E・F・G・H（14歳-15歳・中学生）、I（事件当時13歳、身柄確保時14歳・中学生）の9人。

## 概要
警察の調べによると、犯行グループは2008年1月、青梅市河辺町9丁目の路上で、自転車で現場付近を通りがかっていたJ（20歳）に対し、「タイマンしろ」、「ガンをつけるな」などと言いがかりをつけ近くの公園に連れ込みJを暴行。直後にJが知的障害者だと判断した後、現金8万円を奪った疑い。
さらに後日、Jを呼びつけ、警察へ通報しようとしていた携帯電話を強奪し、「携帯電話を返してほしければ金を持って来い」と脅し現金1万円を騙し取った疑い。
また、別の知的障害者K(15歳）や中学校の特別支援学級所属生徒のLにも暴行を加えたり、他3名（M、N、O）に対しても暴行した疑い。
他にも、暴行した相手に対して「痛いですか?」などとインタビューごっこでふざけたり、罪隠し、口止めのため、被害者に「犯行グループを猫パンチ」させて罪の相殺を図った疑いもある。
被害者は計6名、13歳-20歳で全員男性とみられる。

## 犯行動機など
逮捕直後の供述で、犯行グループは「自分達より弱い人を狙った」、「障害者をいじめて何が悪い」などと開き直り、反省の色は見られなかった。彼らは青梅市内のゲームセンターの遊び仲間だった。
犯行グループは、ゲームセンターなどでの遊ぶ金欲しさに犯行を繰り返したとみられ、被害者から脅し取った金は、ゲームセンターや健康ランドでの豪遊などに使っていたとみられる。

## 学校側の対応
犯行グループが通っていた中学校は、報道陣による本事件についての取材を実質拒否した。取材拒否にしたことについて、一部で隠し事の疑いも指摘されている。
また、特別支援学校青梅学園の関係者は、本事件について「あってはならない事」の旨のコメントを発表した。